# Materiali a cambiamento di fase per l'edilizia
I materiali a cambiamento di fase per l'edilizia (phase change material – PCM) sono materiali accumulatori di calore latente, che sfruttano il fenomeno della transizione di fase per assorbire i flussi energetici entranti, immagazzinando un'elevata quantità di energia e mantenendo costante la propria temperatura. 
I PCM sono solidi a temperatura ambiente ma quando questa sale e supera una certa soglia, che varia a seconda del materiale, essi si liquefanno accumulando calore (latente di liquefazione) che viene sottratto all'ambiente. Allo stesso modo, quando la temperatura scende, il materiale si solidifica e cede calore (latente di solidificazione).
I PCM, inizialmente sviluppati dalla NASA, da alcuni anni sono in fase di studio e di sviluppo d'applicazione nell'architettura ecosostenibile, soprattutto nell'ambito del risparmio energetico. Risultati positivi si sono avuti nella sperimentazione di pannelli in cartongesso o in legno, intonaci, sistemi di facciata vetrati o in plexiglas, isolanti termici, impianti di riscaldamento e di raffrescamento passivo, collettori solari e scambiatori di calore.
Questi materiali termoregolanti rappresentano una soluzione tecnologica innovativa nella progettazione di edifici, perché sono un interessante sistema per smussare le fluttuazioni giornaliere della temperatura ambiente attraverso la riduzione dei picchi di temperatura interna, e quindi dei consumi energetici necessari alla climatizzazione degli ambienti.
I requisiti che un PCM dovrebbe possedere per poter essere impiegato in edilizia sono:
- Temperatura di fusione intorno ai 25 °C
- Elevato calore di transizione di fase (liquefazione/solidificazione)
- Basso costo
- Non essere tossico, corrosivo o igroscopico
- Essere disponibile sul mercato in quantità tali da poter essere incorporato nei normali materiali edilizi.

Attualmente i PCM più sperimentati in edilizia, perché rispondono a queste caratteristiche, sono i compositi organici paraffinici e idrocarburi ottenibili come sottoprodotti della raffinazione del petrolio o per polimerizzazione, e alcuni inorganici come sali idrati. I sistemi di contenimento utilizzati sono il macro e micro incapsulamento e l'immersione in matrici porose.